# حنابندان

تزیین و آماده‌سازی حنا برای مراسم حنابندان. برای اینکار می‌توان از بسیاری از مواد تزیینی بهره برد. مانند سکه‌های بدلی، مروارید، صدف، گل‌های طبیعی و مصنوعی، اکلیل، انواع روبان و …

حَنابَندان، مراسم حنا یا شب حنا یکی از آداب و رسوم عروسی هند، مالزی، آذربایجان، ایران و ترکیه است. مراسم حنابندان در طول قرن‌ها یکی از آداب و رسوم عروسی در نزد اقوام ایرانی است. حنابندان آیینی سنتی است که یک یا دو روز پیش از عروسی در خانه پدر و مادر عروس و با حضور دوستان و خویشان برگزار می‌شود و مهمانان برای خانواده عروس پول یا هدیه‌های دیگر می‌آورند. در گذشته دست و پای عروس را حنا می‌بستند، ولی امروزه گاه به گذاشتن خال حنایی بر کف دست عروس بسنده می‌شود.
مراسم حنابندان در بسیاری از شهرهای ایران از اهمیت ویژه‌ای برخوردار است و به شکل خاص خودشان برگزار می‌شود. در این مراسم حنای تزئین شده را با جشن و پایکوبی به خانه عروس می‌برند.
مرسوم است که سینی حنا دور تا دور مجلس چرخانده می‌شود و میهمانان، در این جشن همگی، دست‌های خود را به حنای مراسم حنابندان آغشته می‌کنند. حنا یکی از ارکان مهم این مراسم است و در واقع باور ایرانیان آن است که حنا هدیه‌ای از بهشت است و نمادی از شادی، محبت و کامروایی است.
جشن حنابندان که به تعبیری آخرین رسم از آداب عروسی ایرانی می‌باشد، جشنی است که در واقع مراسم خداحافظی عروس بوده و در آخرین شب اقامت عروس به‌طور رسمی در خانه پدری برگزار می‌گردد.
در زمان‌های نه چندان دور در شب حنابندان زنان شرکت‌کننده دستشان را با آغشتن به ظرف حنایی که دور تا دور مراسم گرداننده می‌شد، رنگ می‌کردند و این آیین هم‌چنان در روستاها و شهرهای کوچک ایران پا برجاست.
«حنا از جنت است» و اثری از بهشت و نشانه‌ای از شادی، مهر و نیکبختی دارد. این باوری است که ایرانیان باستان داشتند و هنوز هم پابرجاست.

## حنابندان در مناطق مختلف ایران

### سیستان
حنابندان در بین مردم سیستانی به گفتهٔ محمدآذری کارشناس و محقق فرهنگ عامه اقوام با رسم زیبای «در واکنه» همراه است و از زیباترین بخش‌های مراسم عروسی سیستانی‌ها می‌باشد.
در منطقه سیستان حنابندان بیش از یک روز برگزار می‌شود. در شب اول حنابندان که در اصطلاح محلی به آن «سرشویی» گفته می‌شود، مقدار زیادی حنا خیسانده و آماده می‌شود و برای اطلاع اقوام و همسایگان مقداری از آن به در خانه آنها برده و توزیع می‌شود. افراد در خانه داماد جمع می‌شوند و سینی حنا را روی سر یکی از افراد قرار می‌دهند و به سوی خانه عروس حرکت می‌کنند و با زدن کف و شادی ابیات زیر را می‌خوانند:
امشب حنا می بنده / به دست و پا می بنده / اگر حنا نباشه آب طلا می بنده / حنا حنا می بنده به دست و پا می بنده / حنای سیستم (سیستان) جانه فامیل شاه (داماد) می بنده/ حنا حنایه، حنا چه خوش نمایه / دست عروس نبندین، تا مادرش بیایه.
سپس طبق یک سنت قدیمی در خانه عروس را می‌بندند و اقوام عروس پشت در می‌ایستند و ابیاتی را در دو طرف در هر دو خانواده می‌خوانند که سمبلیک است و بیانگر نزاعی ظاهری بین داماد و مادر زن است که نمی‌خواهد دخترش را از خود دور کند و به خانه شوهر بفرستد:
اقوام داماد / در واکنه در واکنه حنا میاره ور شما
اقوام عروس / حنای شما مال شما ما زن نداریم ور شما
اقوام داماد / در واکنه در واکنه ساعت می آره ور شما
اقوام عروس / ساعت شما مال شما ما زن نداریم ور شما
اقوام داماد / در واکنه در واکنه دستمال میاره ور شما
اقوام عروس / دستمال شما مال شما ما زن نداریم ور شما
تا این که می رسه به… در واکنه در واکنه داماد میاره ور شما… که به احترام نام داماد و نه به جهت هدایا در را باز می‌کنند و اقوام داماد با حالت هجوم و تصرف خانه عروس که حالت سمبلیک و شادی آفرین دارد وارد خانه عروس می‌شوند.

### بلوچستان
حنابندانی یکی از رسم‌های کهن در میان مردم بلوچ است. در شب پایانی ماه رمضان، زنان بلوچ با تهیه حنا که معمولاً حنای محلی بلوچستان است، خود را برای مراسم حنابندان آماده کرده و در این مراسم که شب قبل از عید فطر برگزار می‌شود.زنان خطه بلوچستان در شب عید قربان دست و پای فرزندان خویش را با حنای قرمز نقش می‌زنند و از صبح روز عید لباس‌های پاکیزه و خوشبو بر تن کودکان خود می‌کنند.
حنا بندان یا حِنا دوزوکی یا حنا دوزوکا، مراسمی در عروسی‌های بلوچی محسوب می‌شود و از مراسم‌های فرعی عروسی است و به این صورت است که خانواده‌های طرفین بر سر عروس و داماد و روی پول حنا می‌گذارند.
در این مراسم خانواده‌های طرفین هرکدام روی سر داماد و عروس حنا می‌گذارند و این کار را با قرار دادن حنا روی پول انجام می‌دهند.
شب حنابندان را تا صبح بیدار می‌مانند و ولیمه عروسی را در همین شب تدارک می‌بینند.

### خوزستان
در خوزستان یک شب قبل از عروسی شب حنابندان یا «لیله الحنا» است. داماد و عروس را جداگانه در خانه‌های خود حنا می‌بندند.
در برخی از روستاهای خوزستان تنها برای داماد حنا می‌بندند.

### بوشهر
در بوشهر خوراکی‌های خاصی مثل: حلوای انگشت‌پیچ و حلوای برنج درست می‌شود و شب مراسم برگ سبز درخت نارنج و اسکناس به نشانه آروزی خوشبختی و پربرکتی در دستان عروس قرار داده می‌شود.

### کردستان
مراسم حنابندان در میان کردها بدین صورت است که یک شب قبل از عروسی دخترهای دم بخت فامیل و دوست، عروس خانم را به حمام برده بعد از آن عروس را برای آرایش به آرایشگاه می‌برند.
از آن طرف قبل از آمدن خانواده داماد، همه دوستان و اقوام در خانه عروس جمع شده، جشن و پایگوبی به راه می‌اندازند.
در اکثریت شهرهای استان کرمانشاه، کردستان و ایلام برای جشن حنابندان مراسم دف نوازی برپا می‌باشد. بدین صورت که دف نوازان با دایره و دف شروع به نواختن می‌کنند و میهمان‌ها دست در دست یکدیگر رقص و پایگوبی را انجام می‌دهند.
در کرمانشاه، ظرف حنای تزئین شده توسط عروس و داماد در میان میهمان‌ها چرخیده می‌شود و میهمان‌ها از آن در کف دست خود می‌گذارند و به عروس و داماد هدیه می‌دهند.

### شیراز
مراسم حنابندان در شیراز بدین صورت است که دست و پای عروس و داماد را به حنا آغشته می‌کنند.
در این مراسم، رسم است که خواهر عروس دست عروس و برادر داماد دست‌های داما را به حنا آعشته کند. اما اگر عروس و داماد خواهر و برادر نداشته باشند یکی از دوستان صمیم آن‌ها باید این کار را انجام دهد.
بعد از اینکه دست و پای عروس و داماد به حنا آعشته شد، عروس خانم ظرف حنا را بالای سر گرفته و میهمان‌ها هدایای خود را داخل آن قرار می‌دهند.

### گیلان
گیلک‌ها غروب روز عقد، مراسم حنابندئون» برگزار می‌کنند عروس راستش را روی سرش می‌گذارد به صورتی که کف دستش رو به بالا. باشد سپس زنی سفید بخت مقداری حنا کف دست او می‌گذارد و جشن تا نیمه شب ادامه می‌یابد.
در گیلان، رسم بر این است که خواهر بزرگ داماد سینی حنا را به همراه سایر هدایای عروس خانم در مجلس چرخانده تا میهمان‌ها آن‌ها را ببینند.
بعد از قرار دادن حنا در دست‌های عروس و داماد هدایا و طلاهای خریداری شده برای عروس به او داده می‌شود.

### خراسان
در خراسان مراسم حنابندان در حمام برگزار می شود. دلاک نباتی لای انگشتان پای عروس می‌گذارد و شروع به گذاشتن حنا روی آنها می‌کند، البته عروس تا هدیه ای از مادرشوهر نگیرد دست اجازه این کار را نمی‌دهد.

### هرمزگان
مراسم حنابندان در هرمزگان هنوز به شکل بسیار جالب و زیبایی برگزار می‌شود. این مراسم در هرمزگان در دو شب مختلف برگزار خواهد شد.
خانواده عروس قبل از برگزاری مراسم لباس محلی به رنگ قرمز یا سبز روسری گلابتون دوزی شده زیر پا و پشتی را همه به رنگ سبز آماده می‌کنند.
شب اول مراسم حنابندان به حنای دزدی معروف است که در آن فقط خانواده عروس و اقوام آنها حضور دارند در این مراسم فقط روی کف پای
عروس حنا قرار داده می‌شود و دستان او برای
شب بعد گذاشته می‌شود.
شب دوم که به آن حنای فاش می‌گویند اقوام
داماد نیز در مراسم حضور دارند. عروس لباس محلی زیبایی می‌پوشد و همراه با داماد روی تشک تزیین شده می‌نشیند. در این مراسم یکی از خانمهای هنرمند فامیل روی دست عروس با حنا طرح‌های زیبا و خاصی می‌کشد و مهمانان نیز به عنوان شادباش و مبارکی از حنا برای تزئین
دست‌های خود استفاده می‌کنند.
در مراسم حنابندان هرمزگان در قدیم بعد از آنکه دست و پای عروس را به حنا آغشته کردند آن‌ها را داخل پارچه‌هایی می‌پیچیدند که به آن حنابند گفته می‌شده است. در بسیاری از شهرهای هرمزگان در مراسم حنابندان به جای شیرینی و شربت با استفاده از حلوا و قهوه از مهمانان پذیرایی می‌شود.

### کرمان
مراسم حنابندان در این استان تقریباً شبیه هرمزگان است از این جهت که در کرمان هم این مراسم طی دو شب برگزار می‌شود و دوستان داماد گردنبندی از پول برای داماد به نشانه ثروتمندی او در طول زندگی با عروس خانم درست خواهند کرد.

### مازندران
حنابندان هم در مازندران سابقهٔ دیرینی دارد و همانند امروزه در شب عروسی برگزار می‌شد اما به شکلی ساده عروس در جمع دوستان جوان خود و داماد هم در منزل خود و در بین جوانان محل جشن حنا بندان را بر پا می‌کرد، بر کف دست داماد حنا می‌گذاشتند و پسران دم بخت با انگشت از کف دست او حنا برمی‌داشتند و معتقد بودند که با این کار بخت‌شان زودتر باز می‌شود همین مراسم در خانه عروس هم اجرا می‌شد و تا پاسی از شب گذشته به جشن و پایکوبی می‌پرداختند.

### اصفهان
مراسم حنابندان در اصفهان نیز یک شب پیش از عروسی است، خانواده داماد حنای تزئین شده و کادوها و لباس‌های عروس را به صورت خنچه با زدن دف یا تنبک همراه با آشنایان داماد و عروس به خانه عروس می‌برند و روی دست عروس و داماد می‌گذارند. بقیه میهمانان هم می‌توانند کمی از حنا بردارند و به نشانه خوش‌یمنی و خوشبختی، روی دست و پاهای خود بگذارند. تمام این مراسم مانند مناطق دیگر ایران، با جشن و پایکوبی و پذیرایی از مهمانان همراه است.

### لرستان
یکی از مراسم‌های عروسی در لرستان شب حنابنو یا حنابندان است. این مراسم شب پیش از عروسی در خانهٔ عروس جشن گرفته می‌شود که در آن خانواده داماد هدایایی را برای خانوادهٔ عروس می‌برند. این هدایا که می‌توانند کفش، لباس، روسری، لوازم آرایش و چیزهای دیگر باشد، کادوپیچ شده و روی سینی یا مجمعه گذاشته شده و توسط طبق‌کش‌ها با رقص و ساز و آواز به خانه عروس برده می‌شود. در این مراسم در دستان عروس و داماد حنا گذاشته می‌شود و به عروس طلا هدیه می‌دهند.

## مشابه حنابندان در آمریکا

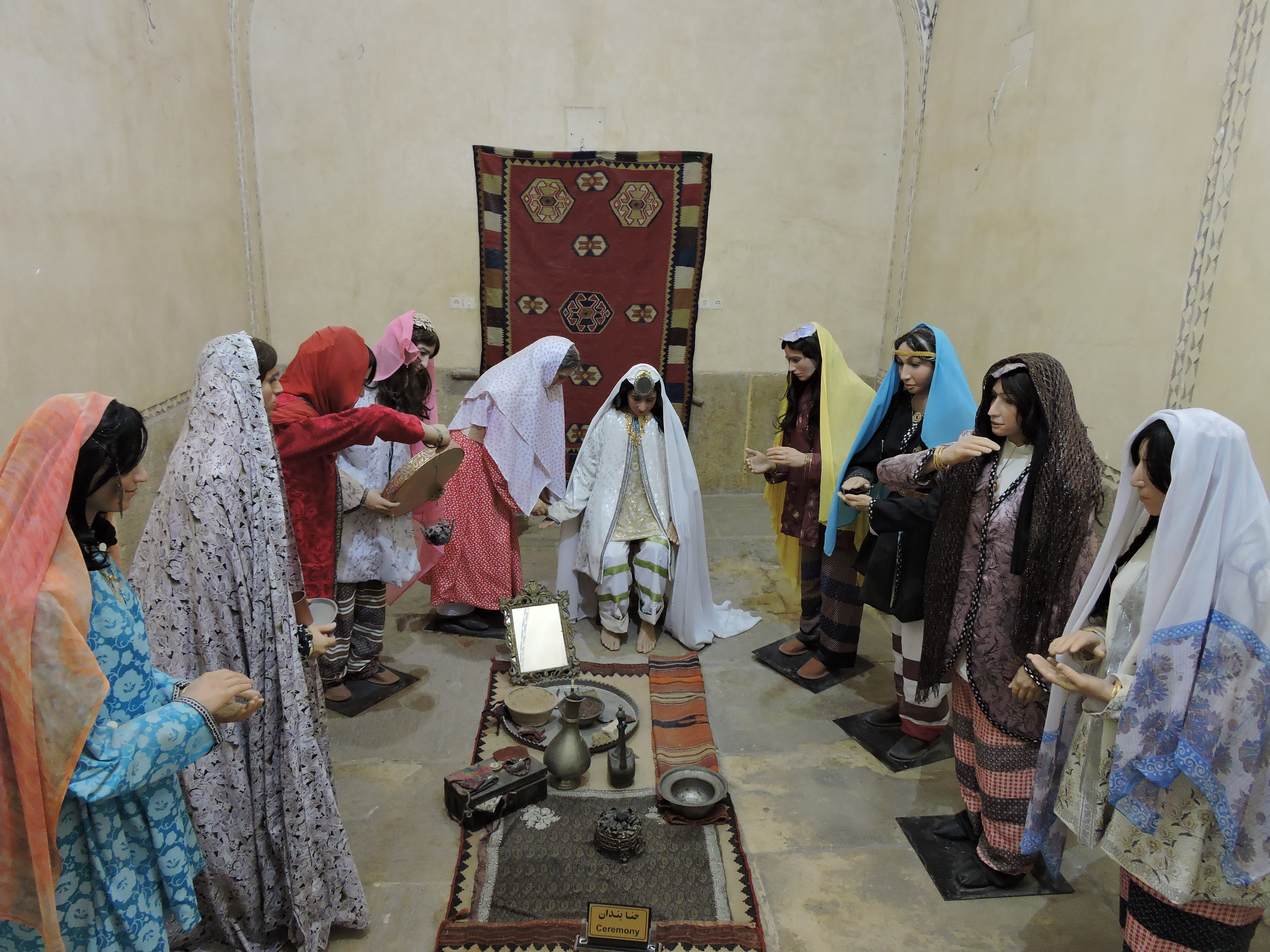
ماکتی از چگونگی مراسم حنابندان در حمام وکیل

مراسمی مشابه حنابندان به نام Bachelorette party در آمریکا و کانادا و چند کشور دیگر نیز وجود دارد. این مراسم شب قبل از عروسی برگزار می‌گردد.